# Alan Osbiston
Alan Osbiston (* 7. Mai 1914 in Sydney; † 1971 in Twickenham, Middlesex) war ein australisch-britischer Filmeditor.

## Leben
Osbiston begann seine Laufbahn als Editor in den frühen 1940er Jahren. Zunächst war er an einigen Kurzfilmen beteiligt, die er in den Jahren 1942/1943 teilweise auch selbst inszenierte. Ab 1946 folgten Langfilme. Bis einschließlich 1970 war er an mehr als 40 Produktionen im Bereich Filmschnitt beteiligt. 
In den 1950er Jahren arbeitete er bei mehreren Filmen mit Guy Hamilton zusammen.
Für seine Arbeit an Die Kanonen von Navarone war er 1962 in der Kategorie Bester Schnitt für den Oscar nominiert.

## Filmografie (Auswahl)
- 1954: Ein Inspektor kommt (An Inspector Calls)
- 1955: Das Ende einer Affaire (The End of the Affair)
- 1955: Himmelfahrtskommando (The Cockleshell Heroes)
- 1956: Zarak Khan (Zarak)
- 1957: In letzter Stunde (Time Without Pity)
- 1957: Manuela
- 1958: Froschmann Crabb (The Silent Enemy)
- 1959: Der Teufelsschüler (The Devil's Disciple)
- 1959: Hochverrat mit Hindernissen (A Touch of Larceny)
- 1960: Der Komödiant (The Entertainer)
- 1961: Die Kanonen von Navarone (The Guns of Navarone)
- 1962: Der Weg nach Hongkong (Road to Hongkong)
- 1963: Die Sieger (The Victors)
- 1965: Lord Jim
- 1965: Spione unter sich (The Dirty Game)
- 1966: Letzte Grüße von Onkel Joe (The Wrong Box)
- 1966: Die Nacht der Generale (The Night of the Generals)
- 1967: Das Milliarden-Dollar-Gehirn (Billion Dollar Brain)
- 1969: 2 durch 3 geht nicht (Three Into Two Won't Go)